# كنغرلو (مشكين شهر)
كنغرلو هي قرية في مقاطعة مشكين شهر، إيران. عدد سكان هذه القرية هو 580 في سنة 2006.